# Philobota transversella
Philobota transversella is een vlinder uit de familie van de sikkelmotten (Oecophoridae). De wetenschappelijke naam van de soort werd in 1864 als Cryptolechia transversella gepubliceerd door Francis Walker.